# Pegas Fly
Pegas Fly, précédemment nommé Ikar, est une compagnie aérienne charter russe dont le siège est à Krasnoïarsk et basée à l'aéroport international Iémélianovo. C'est une filiale de Nordwind Airlines.
La compagnie figure depuis 2022 sur la liste des compagnies aériennes interdites d'exploitation dans l'Union européenne.

## Histoire
Initialement, la société nommée Ikar, exploite une flotte d’hélicoptères Mil Mi-8 pour des opérations de fret aérien. Elle effectuait également des patrouilles de sécurité pour les incendies de forêt autour de la localité de Magadan. En 2013, elle loue plusieurs avions civils à  Nordwind Airlines et commence à assurer des vols charters pour le voyagiste russe Pegas Touristik, et par la suite change son nom en Pegas Fly.

## Flotte

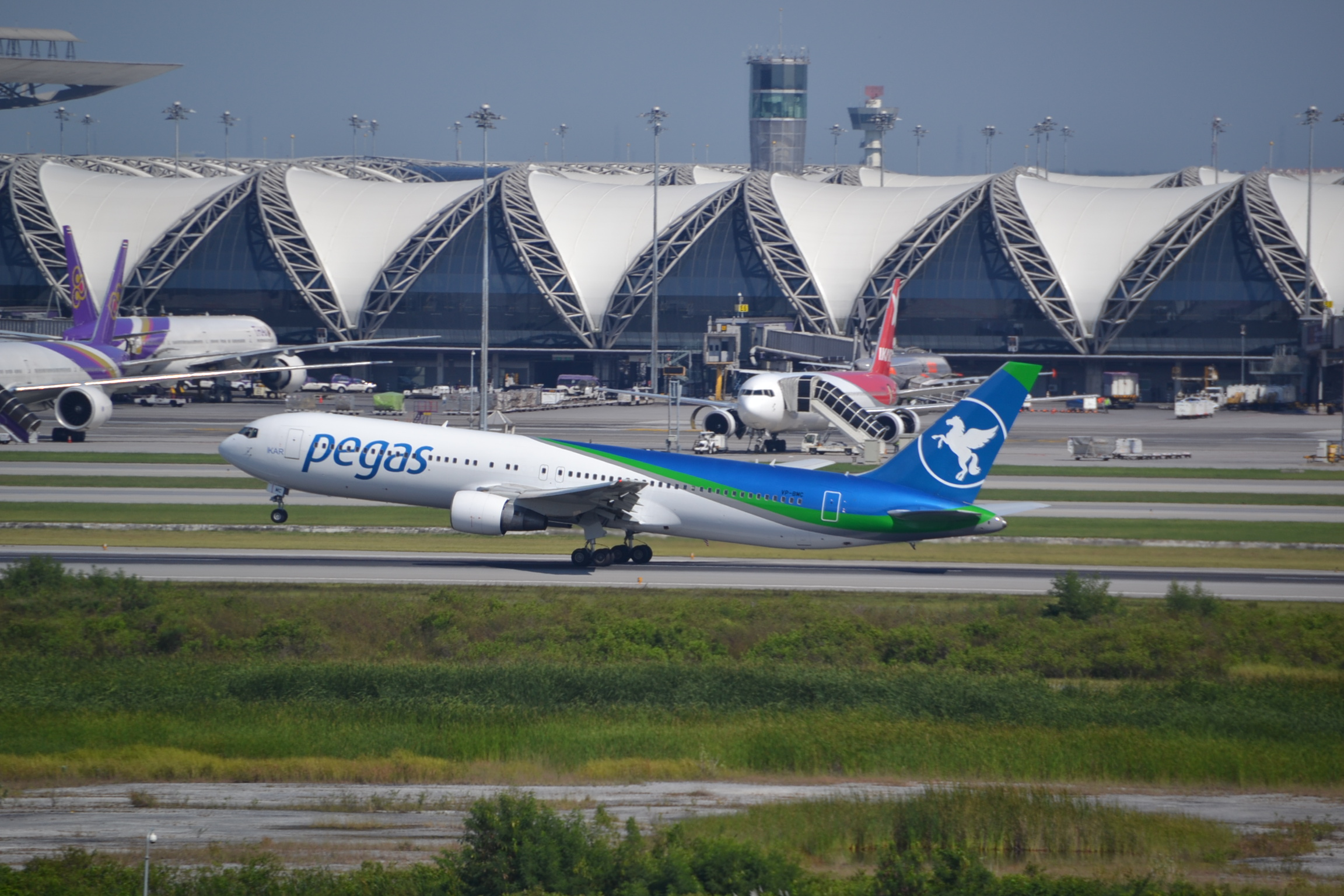
Boeing 767-300ER de Pegas Fly au départ de l'Aéroport de Bangkok-Suvarnabhumi

La flotte de Pegas Fly comprend les appareils suivants (novembre 2020) :

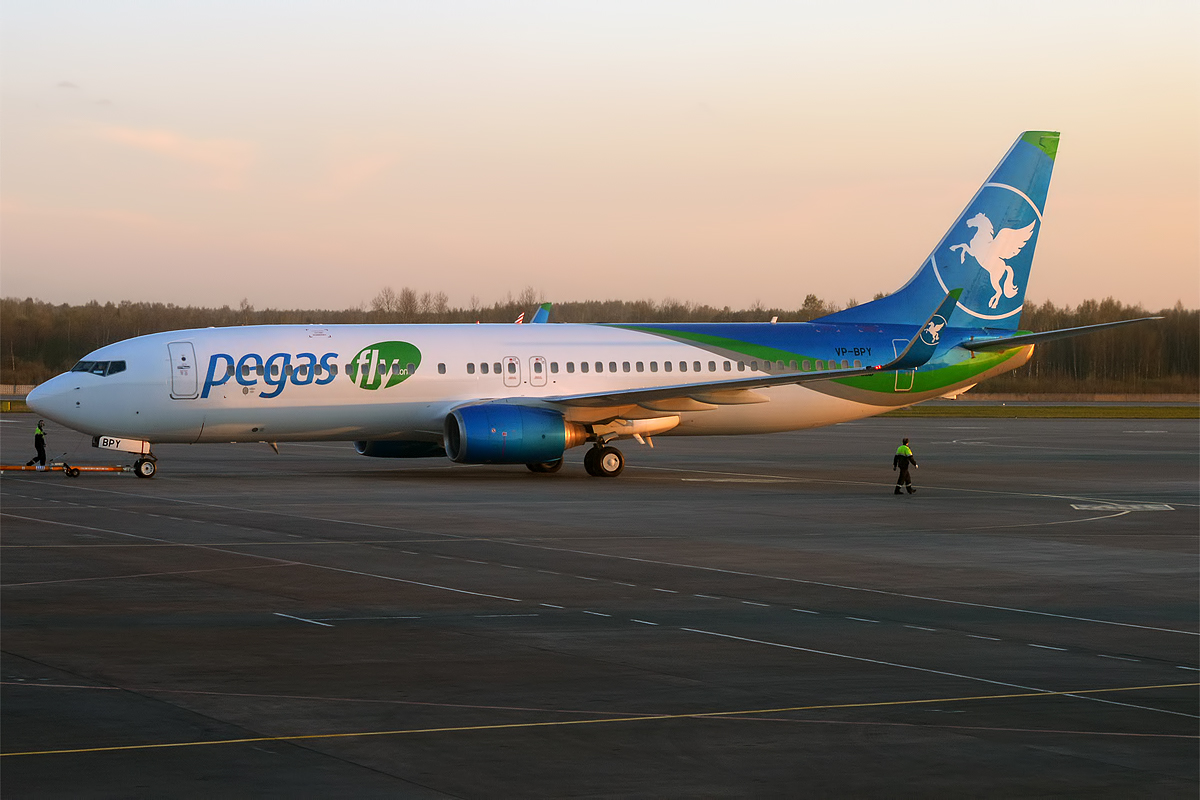
Pegas Fly, VP-BPY, Boeing 737-83N
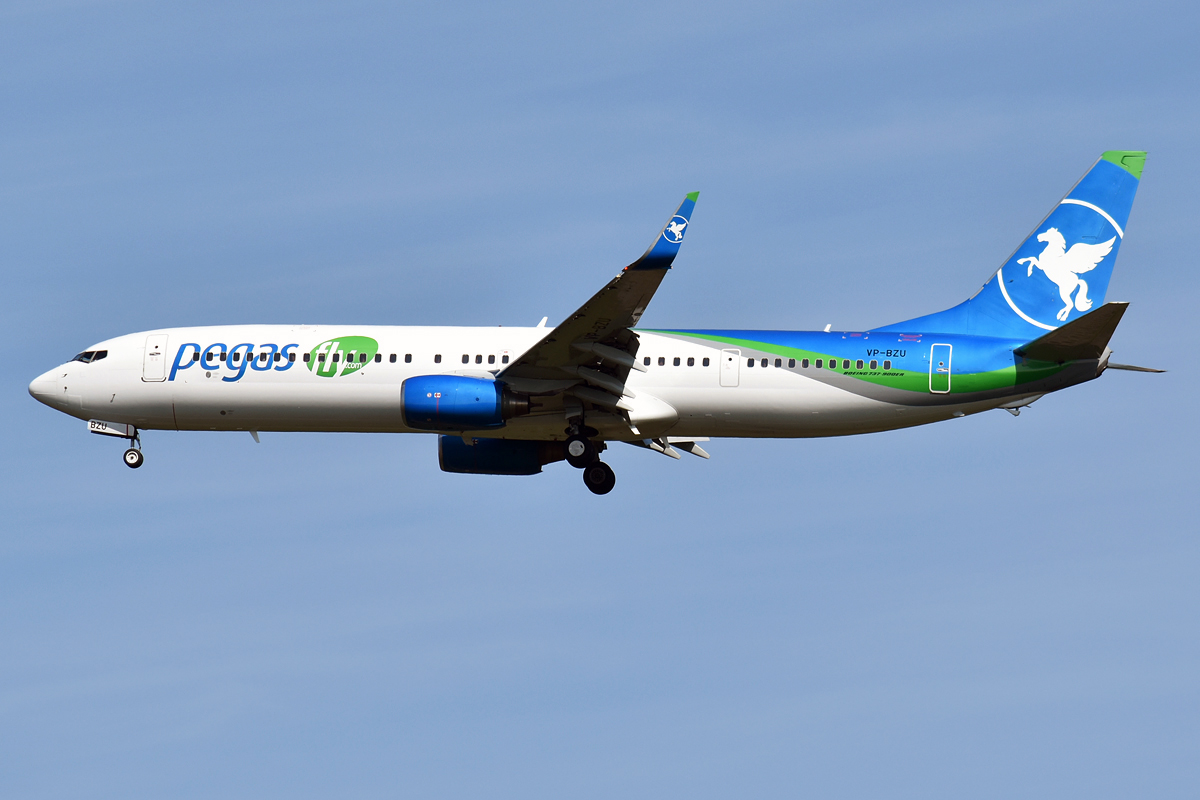
Pegas Fly, VP-BZU, Boeing 737-9GP ER
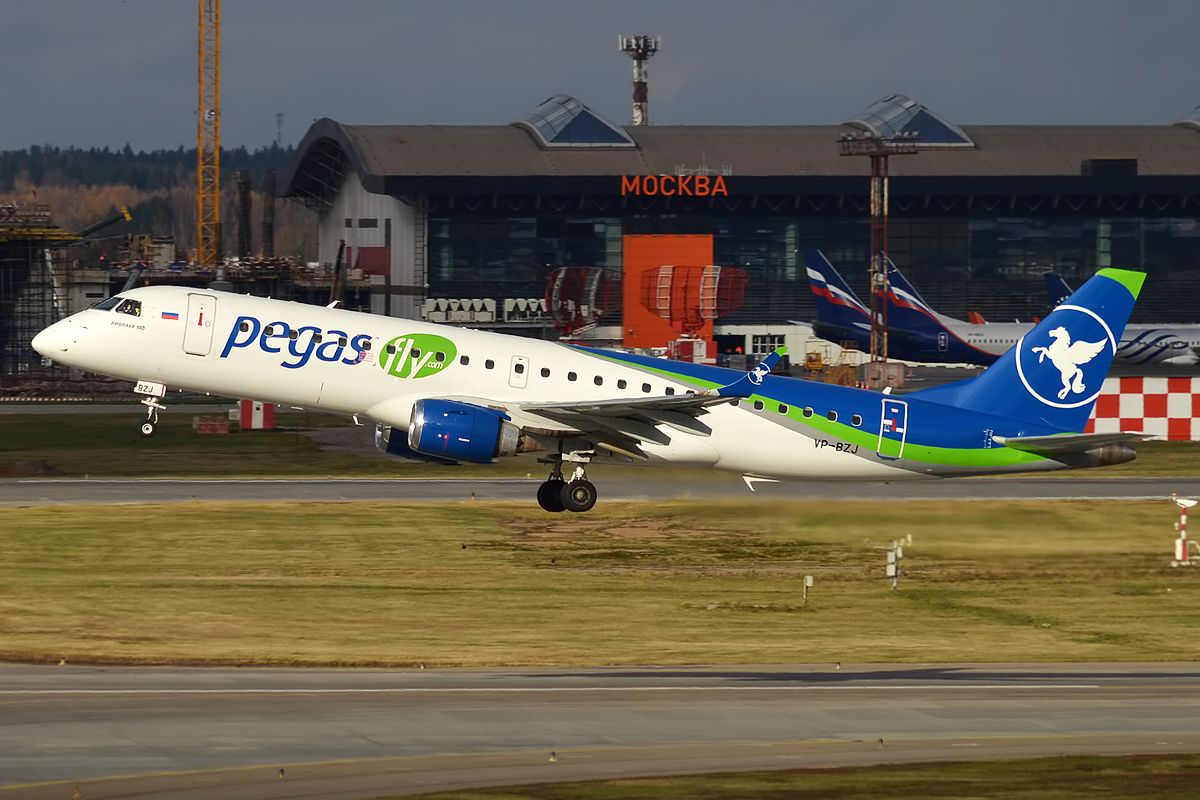
Pegas Fly, VP-BZJ, Embraer ERJ-190AR
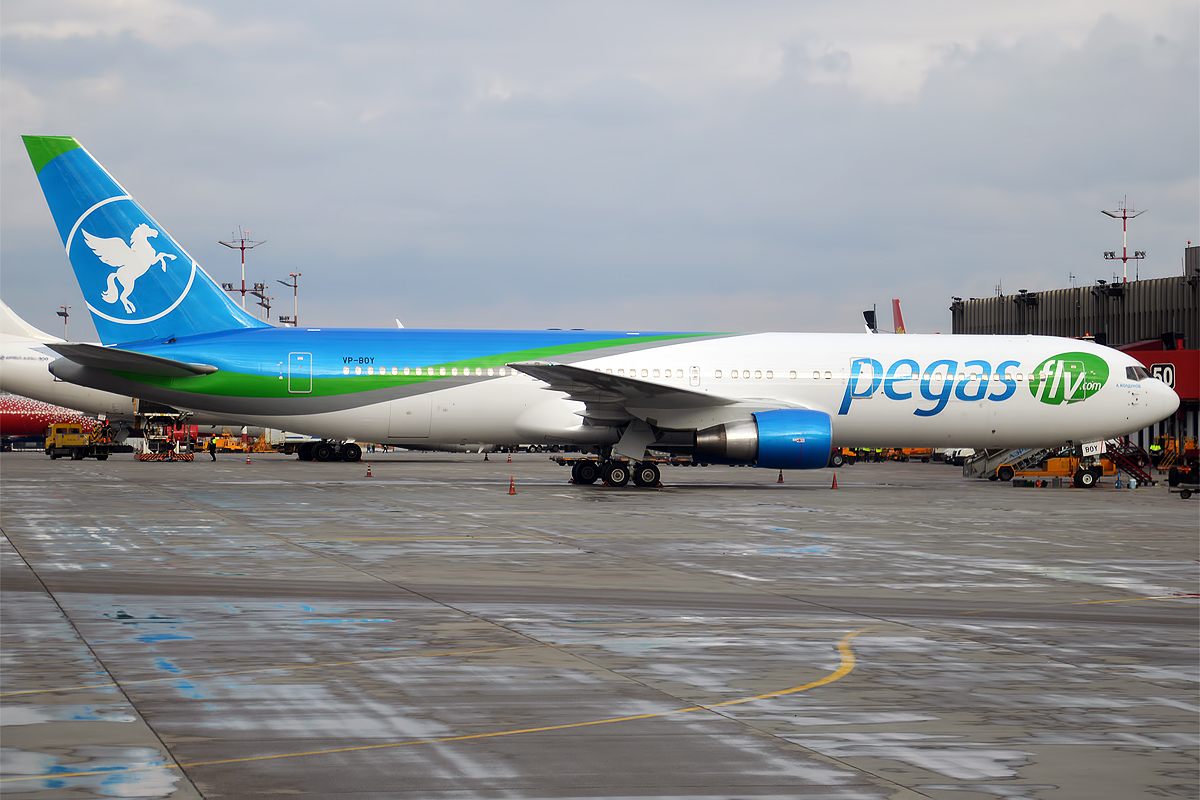
Pegas Fly, VP-BOY, Boeing 767-3G5 ER